# Alfarnate
Alfarnate là một đô thị trong tỉnh Málaga, cộng đồng tự trị Andalusia Tây Ban Nha. Đô thị này có diện tích là 34 ki-lô-mét vuông, dân số năm 2009 là 1348 người với mật độ 39,65 người/km². Đô thị này có cự ly 50 km so với tỉnh lỵ Málaga.